# 66 Aquilae
Désignations
66 Aquilae, en abrégé 66 Aql, est une étoile de la constellation de l'Aigle. 66 Aquilae est sa désignation de Flamsteed. Elle est visible à l'œil nu, ayant une magnitude apparente de 5,44. Elle montre un décalage annuel de parallaxe de 4,4 mas, ce qui fournit une estimation de distance à environ ∼ 730 a.l. (∼ 224 pc). Elle se rapproche de la Terre avec une vitesse radiale héliocentrique de −30 km/s. Le mouvement de l'étoile au fil du temps suggère un déplacement anormal, ce qui peut indiquer qu'il s'agit d'une étoile binaire proche.
66 Aquilae est une étoile géante vieillissante avec un type spectral de K5 III. Son diamètre angulaire est de 2,44 ± 0,03 mas. À sa distance estimée, cela lui donne une taille physique d'environ 59 fois le rayon du Soleil. Elle rayonne 635 fois la luminosité du Soleil et sa température de surface est de 4 040 K, donnant à l'étoile une teinte orange.